# Derebağ, Kavaklıdere
Derebağ là một xã thuộc huyện Kavaklıdere, tỉnh Muğla, Thổ Nhĩ Kỳ. Dân số thời điểm năm 2011 là 374 người.